# Kukły (program telewizyjny)

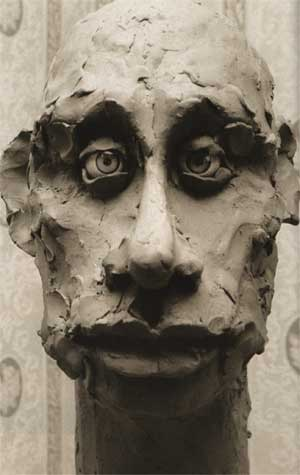
Kukiełka Władimira Putina

Kukły (ros. Ку́клы – lalki) – rosyjski satyryczny program telewizyjny autorstwa Wasilija Grigoriewa emitowany od roku 1994 do 2002 na kanale NTV. Program „Kukły” był inspirowany brytyjskim show z lat 80–90. „Spitting Image”. W „Kukłach” występowały lalki parodiując znanych polityków. Program został zlikwidowany w 2002 roku, kiedy kanał NTV przeszedł we własność Gazpromu.

## Historia
W 1994 roku producent Wasilij Grigoriew kupił od właścicieli francuskiego odpowiednika programu „Les Guignols de l’info” prawo do produkcji go w Rosji. Pierwsze lalki do transmisji zostały wykonane przez francuskiego lalkarza Alaina Duverne’a, który tworzył lalki do francuskiego oryginału. Później do rosyjskiej transmisji lalki zaczął robić Andriej Drozdow.
Pierwsza emisja programu odbyła się 19 listopada 1994 roku. Odcinki trwały 10–13 minut, z wyjątkiem niektórych odcinków, powstałych na „specjalne okazje”, trwających około 30 minut. W sumie nakręcono ponad 360 odcinków.
W programie występowały lalki, które były karykaturą do ówczesnych rosyjskich polityków „sowieckiej szkoły”, którzy zostali zdesakralizowani: momentami przedstawiano ich jako niezdarnych i śmiesznych, a ich decyzje jako głupie i bezmyślne. Każdy odcinek odzwierciedlał realia polityczne lub aktualne konflikty: autorzy programu w artystycznej formie pozwolili sobie opowiedzieć ustami gumowych lalek o wojnie w Czeczenii, o zamachach terrorystycznych w Rosji i złych nawykach Borysa Jelcyna.
Oprócz polityków w „Kukłach” pojawiły się zwierzęta: świnia i koza. Świnia przedstawiała „Nowych Rosjan”, a koza – lumpenproletariat.

## Twórcy programu
Jednym z naczelnych scenarzystów programu był rosyjski dziennikarz Wiktor Szenderowicz. Reżyserowali program na zmianę Wasilij Piczuł i Aleksander Lewin.

## Cenzura
W lipcu 1995 roku przeciwko twórcom programu zostało wszczęte postępowanie karne przez pełniącego obowiązki prokuratora generalnego Aleksieja Iljuszenkę. Powodem był odcinek programu pod tytułem Na dnie (ros. На дне) z dnia 8 lipca 1994 r., scenariusz którego został napisany na podstawie dramatu Maksyma Gorkiego o tym samym tytule. Prokurator generalny uznał, że postacie stworzone przez autorów upokarzają honor i godność Jelcyna i Czernomyrdina.
W odcinku tym Borys Jelcyn wraz z szefem służby bezpieczeństwa Aleksandrem Korżakowym (przedstawionym w roli dziecka), krążą po wagonie pociągu żebrząc: „Pomocy humanitarnej na nic nie wystarcza, mili Państwo, pomóżcie w imię Chrystusa i centralizmu demokratycznego. Na chleb, kto ile może, proszę wrzucać do kapelusza. To Państwu się zwróci przy podwyżce emerytalnej”. Szenderowicz powiedział, że przy tworzeniu emisji zainspirowało ich podniesienie minimalnej emerytury do 13 dolarów.
Pod koniec 1999 r. do władzy doszedł Władimir Putin, zaczęły się intensywne prześladowania wobec NTV i jego właściciela oligarchy Władimira Gusinskiego. Według Szenderowicza powodem ku temu był odcinek pod tytułem Zacheuszek, Cynobrem zwany (ros. Крошка Цахес), który uraził Putina. Scenariusz inspirowany był fabułą baśni E.T.A. Hoffmana, zgodnie z którą wróżka (Boris Bieriezowski) czaruje brzydkiego krasnoluda (Putina) tak, że ludzie przestają widzieć jego brzydotę. Jednak pod koniec odcinka dowiadują się o tym, że jest on naprawdę brzydkim krasnoludem.
11 maja, pierwszego dnia roboczego po inauguracji Putina, siedziba NTV została najechana przez funkcjonariuszy bezpieczeństwa w sprawie karnej na podstawie artykułów dotyczących naruszenia prywatności, naruszenia tajemnicy korespondencji oraz nielegalnego odbioru i ujawnienia informacji stanowiących tajemnicę handlową lub bankową. Wtedy narodziło się określenie „maski-show”, które stało się synonimem zbrojnych nalotów przez funkcjonariuszy bezpieczeństwa. Miesiąc później właściciel NTV Władimir Gusinski został aresztowany pod zarzutem kradzieży cudzej własności na dużą skalę.
Po przejęciu NTV przez „Gazprom” program był nadal emitowany, ale już bez Wiktora Szenderowicza, który się zwolnił z NTV. W 2002 roku program został całkowicie zamknięty.

## Postacie
| - Roman Abramowicz - Wiktor Anpiłow - Kofi Annan - Dmitrij Ajackow - Michaił Barsukow - Boris Bieriezowski - Paweł Borodin - Leonid Breżniew - George W. Bush - Aleksander Weszniakow - Aleksander Wołoszyn - Jegor Gajdar - Wiktor Gieraszczenko - Michaił Gorbaczow - Raisa Gorbaczowa - Pawieł Graczow - German Gref - Boris Gryzłow - Abdurraszid Dostum - Tatjana Jumaszewa - Borys Jelcyn - Wiktor Jerin - Władimir Żyrinowski - Giennadij Ziuganow - Siergiej Iwanow - Kirsan Ilumżynow | - Wladimir Kadannikow - Michaił Kasjanow - Siergiej Kirijenko - Igor Kiriłłow - Filip Kirkorow - Jewgienij Kiselew - Bill Clinton - Iosif Kobzon - Andriej Kozyriew - Aleksander Korżakow - Wiaczesław Kostikow - Aleksiej Kudrin - Anatolij Kulikow - Łeonid Kuczma - Aleksandr Lebied´ - Włodzimierz Lenin - Aleksander Liwszyc - Jurij Łużkow - Alaksandr Łukaszenka - Aleksiej Miller - Nursułtan Nazarbajew - Boris Niemcow - Igor Nikołajew - Walerija Nowodworska - Kristina Orbakaitė - Gleb Pawłowski | - Augusto Pinochet - Wladimir Presnjakow - Jewgienij Primakow - Ałła Pugaczowa - Władimir Putin - Igor Rodionow - Władimir Ruszajło - Iwan Rybkin - Nikołaj Riabow - Georgij Satarow - Giennadij Sielezniow - Igor Siergiejew - Jurij Skuratow - Aleksandr Sołżenicyn - Józef Stalin - Siergiej Stiepaszyn - Jegor Strojew - Lew Tołstoj - Aman Tulejew - Wladimir Ustinow - Swiatosław Fiodorow - Nikołaj Fomienko - Sigmund Freud - Nikita Chruszczow - Saddam Husajn - Zurab Cereteli | - Wasilij Czapajew - Wiktor Czernomyrdin - Anatolij Czubajs - Mintimer Szajmijew - Wasilij Szandybin - Arnold Schwarzenegger - Eduard Szewardnadze - Siergiej Szojgu - Gerhard Schröder - Grigorij Jawlinski - Dmitrij Jakuszyn - Siergiej Jastrżembski - Wladimir Jakowlew |

## Podobne programy w innych krajach
- Wielka Brytania – „Spitting image”
- Francja – „Les Guignols de l’info”
- Niemcy – „Hurra Deutschland” i „Hurra Deutschland! – Jetzt erst recht”
- Hiszpania – „Las noticias del guiñol”
- Polska – „Polskie zoo”
- Izrael – „Hartsufim”
- Czechy – „Gumáci”
- Portugalia – „Contra Informação” i „ContraPoder”
- Macedonia – „Еднооки”
- Estonia – „Pehmed ja karvased”
- Włochy – „Gommapiuma” i „Gli Sgommati”
- Belgia – „Les Décodeurs de l’info”
- Szwajcaria – „Les Bouffons de la Confédération”
- Szwecja – „Riksorganet”
- Turcja – „Plastip Show”
- Liban – „دمى قراطي”
- Tunezja – „Les Guignols du Maghreb”
- Stany Zjednoczone – „D.C. Follies” i „Puppet Nation USA”
- Australia – „Rubbery Figures”
- Kenia – „The XYZ Show”
- Republika Południowej Afryki – „ZANEWS”
- Bułgaria – „Говорещи глави”